# Ancylorhynchus
Ancylorhynchus é um género de insectos pertencentes à família Asilidae.
As espécies deste género podem ser encontradas em África.

## Espécies
Espécies (lista incompleta):
- Ancylorhynchus argyroaster (Seguy, 1932)
- Ancylorhynchus bicolor (Becker & Stein, 1913)
- Ancylorhynchus braunsi Bromley, 1936